# Шабру, Шарль
Шарль Шабру (фр. Charles Chabroud; 5 марта 1750, Вьен — 1 февраля 1816, Париж) — французский политический деятель, адвокат по профессии.
Был адвокатом во Вьенне, когда началась Великая французская революция; был избран в учредительное собрание депутатом от Дофинэ и в собрании был верным защитником принципов 1789 г. Наиболее деятельное участие он принимал в обсуждении вопросов судебного устройства. Его «Rapport de la procédure du Châtelet sur l’affaire des 5 et 6 octobre» навлек на него ненависть придворной партии. Так как в этом докладе Шабру доказывал непричастность Мирабо и герцога Орлеанского к этому «походу Парижа на Версаль», то роялисты прозвали его «la blanchisseuse».
В 1791 году был избран в президенты учредительного собрания, а после закрытия учредительного собрания — членом кассационного суда. В Период террора был арестован за «модерантизм» и с трудом спасся от смерти.
Во время первой империи Шабру был адвокатом при кассационном суде.